# پریش سنت پیتر، دومینیکا
پریش سنت پیتر (به لاتین: Saint Peter Parish) یکی از پریش‌های دومینیکا است که مرکز آن شهر کولیهاوت می‌باشد.

## خصوصیات
پریش سنت پیتر ۱٬۴۳۰ نفر جمعیت دارد.